# Сільськогосподарський район штату Параїба (мезорегіон)
Сільськогосподарський район штату Параїба (порт. Mesorregião do Agreste Paraibano) — адміністративно-статистичний мезорегіон в Бразилії. Входить в штат Параїба. Населення становить 1180 тис. чоловік на 2006 рік. Займає площу 12 914,069 км². Густота населення — 91,4 чол./км².

## Склад мезорегіону
В мезорегіон входять наступні мікрорегіони:
1. Кампіна-Гранді
2. Есперанса
3. Гуарабіра
4. Ітабайана
5. Умбузейру
6. Брежу-Параїбану
7. Куріматау-Осідентал
8. Куріматау-Орьентал

| Бразилія | Це незавершена стаття з географії Бразилії. Ви можете допомогти проєкту, виправивши або дописавши її. |